# Ardisia cogolloi
Ardisia cogolloi är en viveväxtart som beskrevs av J.J. Pipoly. Ardisia cogolloi ingår i släktet Ardisia och familjen viveväxter. Inga underarter finns listade i Catalogue of Life.